# Pametna učionica
Pametne učionice su učionice opremljene multimedijalnom opremom i projektovane u cilju povećanja efikasnosti nastavnog procesa. Koriste kombinaciju informaciono-komunikacionih tehnologija i klasičnih metoda predavanja u cilju stvaranja fleksibilnog, interaktivnog i inovativnog okruženja koje olakšava proces učenja i čini ga zanimljivijim.

Hardverska oprema u pametnim učionicama varira u zavisnosti od konkretnog tipa učionice, a najveći broj njih sadrži sledeće osnovne uređaje:
- Umrežen računar sa pratećom opremom.
- LAN/WLAN.
- Projektor i platno.
- DVD plejer.
- Kontrolne uređaje. (daljinski upravljači za glasanje, kontrolni paneli).
- Mikrofone, zvučnike i ostalu audio opremu.
- Simpodium interaktivne monitore.
- Dokument kamere.
- Pametnu interaktivnu tablu.
- Pametan sto.
- Airliner ploču.